# تندنفسی

تاکی پنه یا تند نفسی به تعداد تنفس بالای 30 عدد در دقیقه گفته میشود

تند نفسی یا تاکی پنه (به انگلیسی Tachypnea) به شمار تنفس بیش از ۳۵ بار در دقیقه گفته می‌شود. در انسان سالم، تعداد تنفس نرمال ۱۲ بار در دقیقه می‌باشد. (در واقع برای افراد بزرگسال، تنفس نرمال بین ۱۲ تا ۲۰ بار در دقیقه تعریف شده و بیشتر از آن به معنی رفتن به سمت تاکی پنه است).
تفاوت تاکی پنه با هایپر پنه در این است که در تاکی پنه تنفس‌های سریع و سطحی داریم ولی در هایپرپنه تنفس‌ها سریع و عمیق هستند و تفاوت آن‌ها با هایپرونتیله (hyperventilating) در این است که این مورد، باعث کاهش co2 خون می‌شود.